# Electric Ladyland
Electric Ladyland ist das dritte Studioalbum der US-amerikanischen Rockband The Jimi Hendrix Experience, das im Oktober 1968 erschien.

## Entstehung und Veröffentlichung
Die Erstveröffentlichung von Electric Ladyland erfolgte am 16. Oktober 1968 bei den Musiklabels Reprise Records (Vereinigte Staaten) und Track Records (Vereinigtes Königreich). Das Album erschien in seiner Originalausführung als Doppel-LP mit 16 Titeln (Katalognummer: Reprise 2 RS 6307). Am 28. April 1997 erschien bei MCA Records erstmals eine CD-Ausführung (Katalognummer: 0008811160029). Nach der Jahrtausendwende erschienen diverse Neuauflagen des Albums, so unter anderem im März 2010 die sogenannte „The Authorised Hendrix Family Edition“ mit einer Bonus-DVD (Katalognummer: Legacy 88697621642) oder auch im November 2018 die sogenannte „50th Anniversary Deluxe Edition“ mit den Bonusalben At Last… The Beginning: The Making Of Electric Ladyland: The Early Takes und Live at The Hollywood Bowl – September 14, 1968 sowie einer Blu-Ray (Katalognummer: Legacy 19075859022).
Geschrieben wurden alle Lieder alleine von Frontmann Jimi Hendrix, ausgenommen die Coverversionen zu All Along the Watchtower (Bob Dylan) und Come On (Let the Good Times Roll) (Earl King) sowie das Lied Little Miss Strange, das von Bandkollege Noel Redding geschrieben wurde. Hendrix zeichnete zudem alleine für die Produktion aller Lieder verantwortlich. Die Aufnahme des Albums gestaltete sich problematisch. Nach einer Tour entschloss sich Hendrix, in die Vereinigten Staaten zurückzuziehen. Frustriert von den Einschränkungen herkömmlicher Studios, wollte er sich in New York ein eigenes Studio einrichten, wo er seine musikalischen Vorstellungen verwirklichen konnte. Allerdings verzögerte sich der Bau des Studios immer mehr, so dass er Electric Ladyland in den Record Plant Studios aufnehmen musste.
Da der vorher eher disziplinierte Hendrix immer sprunghafter wurde und die Sessions nur unregelmäßig stattfanden, verließ sie der Produzent Chas Chandler im Mai 1968. Chandler kritisierte später Hendrix’ Beharren, mehrere Aufnahmen des gleichen Songs zu machen (Gypsy Eyes brauchte 43 Versuche und stellte Hendrix dennoch nicht zufrieden). Gitarrist Dave Mason musste mehr als 20 Versionen der Akustikgitarre in All Along the Watchtower spielen. Für die Mitarbeit am Album konnte Hendrix unter anderem Dave Mason, Chris Wood und Steve Winwood von Traffic, Schlagzeuger Buddy Miles, Jack Casady von Jefferson Airplane und den früheren Dylan-Organisten Al Kooper gewinnen. In der letzten Produktionsphase benannte ein Studiomitarbeiter das Album in „Electric Landlady“ um. Das Album wäre fast unter diesem Titel erschienen, jedoch erfuhr Hendrix davon und ließ den Titel wieder ändern.

## Hintergrund
Das Album ist nicht nur das letzte der Jimi Hendrix Experience, sondern auch das letzte Studioalbum, das Hendrix selbst produzierte. Nach Electric Ladyland verbrachte er die verbleibenden zwei Jahre seines Lebens damit, eine neue Band zusammenzustellen und eine weitere Anzahl von Stücken aufzunehmen.

## Stil
Das Album enthält sowohl psychedelische (Burning of the Midnight Lamp) als auch eher „bluesige“ Stücke (Voodoo Chile) sowie Lieder, die sich am Rock ’n’ Roll der 1950er orientieren (Little Miss Strange). Auf dem Album findet sich auch eine Coverversion von Bob Dylans All Along the Watchtower, die von vielen (auch Dylan selbst) für die beste Version des Liedes gehalten wird.

## Artwork
Das Cover der britischen Version zeigte neunzehn nackte Frauen, was für kontroverse Diskussionen sorgte. Im Jahre 1993 wurde dieses Coverdesign von der Band Die Toten Hosen für das Album Reich & sexy aufgegriffen. Hendrix distanzierte sich jedoch klar von dem Cover mit den nackten Frauen. Die Fotoshootings waren ohne sein Wissen gemacht und für das Cover verwendet worden. 
Hendrix wollte als Cover eines der Fotos verwenden, die heute auf den letzten beiden Seiten des CD-Booklets (Remaster-Version) abgebildet sind: Die Aufnahmen mit den Bandmitgliedern und Kindern auf der Alice in Wonderland-Statue im New Yorker Central Park. Diese Aufnahmen stammen von der Fotografin Linda Eastman, der späteren Ehefrau von Paul McCartney.

## Titelliste
Alle Lieder ohne weitere Angaben wurden von Jimi Hendrix geschrieben.
1. And the Gods Made Love (1:21) – ...And the Gods Made Love auf der US-Version
2. Have You Ever Been (To Electric Ladyland) (2:12)
3. Crosstown Traffic (2:25)
4. Voodoo Chile (15:05)
5. Little Miss Strange (Noel Redding) (2:50)
6. Long Hot Summer Night (3:30)
7. Come On (Earl King) (4:10) – Come On (Part I) auf der US-Version
8. Gipsy Eyes (3:46) – Gypsy Eyes auf der US-Version
9. Burning of the Midnight Lamp (3:44)
10. Rainy Day, Dream Away (3:43)
11. 1983... (A Merman I Should Turn to Be) (13:46)
12. Moon, Turn the Tides...Gently Gently Away (1:01)
13. Still Raining, Still Dreaming (4:24)
14. House Burning Down (4:35)
15. All Along the Watchtower (Bob Dylan) (4:01)
16. Voodoo Chile (Slight Return) (5:14) – Voodoo Child (Slight Return) auf der US-Version

## Mitwirkende
- Jimi Hendrix: Gitarre, E-Bass, Gesang
- Mitch Mitchell: Schlagzeug
- Noel Redding: E-Bass, Gesang, Gitarre

sowie:
- Jack Casady: E-Bass
- Larry Faucette: Congas
- Mike Finnigan: Organ
- Jeanette Jacobs: Gesang
- Al Kooper: Piano
- Dave Mason: Akustische Gitarre, Gesang
- Buddy Miles: Schlagzeug
- Freddy Smith: Saxofon
- The Sweet Inspirations: Chor
- Steve Winwood: Orgel
- Chris Wood: Querflöte
- Brian Jones: Perkussion
- Eddie Kramer & Gary Kellgren: Tontechniker

## Singleauskopplungen
| Jahr | Titel                        | Höchstplatzierung, Gesamtwochen, AuszeichnungChartplatzierungen (Jahr, Titel, , Platzierungen, Wochen, Auszeichnungen, Anmerkungen) | Höchstplatzierung, Gesamtwochen, AuszeichnungChartplatzierungen (Jahr, Titel, , Platzierungen, Wochen, Auszeichnungen, Anmerkungen) | Höchstplatzierung, Gesamtwochen, AuszeichnungChartplatzierungen (Jahr, Titel, , Platzierungen, Wochen, Auszeichnungen, Anmerkungen) | Anmerkungen                                               |
| Jahr | Titel                        | DE | UK | US | Anmerkungen                                               |
| ---- | ---------------------------- | --- | --- | --- | --------------------------------------------------------- |
| 1967 | Burning of the Midnight Lamp | DE27 (5 Wo.)DE | UK18 (9 Wo.)UK | — | Erstveröffentlichung: August 1967                         |
| 1968 | All Along the Watchtower     | DE21 Gold · (8 Wo.)DE | UK5 Platin · (11 Wo.)UK | US20 (9 Wo.)US | Erstveröffentlichung: 2. September 1968 Verkäufe: 995.000 |
| 1968 | Crosstown Traffic            | DE34 (3 Wo.)DE | UK37 (6 Wo.)UK | US52 (8 Wo.)US | Erstveröffentlichung: November 1968                       |
| 1970 | Voodoo Chile                 | DE24 (7 Wo.)DE | UK1 Gold · (13 Wo.)UK | — | Erstveröffentlichung: 23. Oktober 1970 Verkäufe: 400.000  |
| 1971 | Gypsy Eyes / Remember        | — | UK35 (5 Wo.)UK | — | Erstveröffentlichung: 15. Oktober 1971                    |

## Kommerzieller Erfolg

### Chartplatzierungen
Electric Ladyland avancierte am 16. Oktober 1968 für Hendrix zum einzigen Nummer-eins-Album in den US-amerikanischen Billboard 200. Darüber hainaus erreichte es mit Rang sechs die Top 10 der britischen Albumcharts.
| ChartsChartplatzierungen       | Höchstplatzierung | Wochen |
| ------------------------------ | ----------------- | ------ |
| Deutschland (GfK)              | 12 (25 Wo.)       | 25     |
| Österreich (Ö3)                | 54 (1 Wo.)        | 1      |
| Schweiz (IFPI)                 | 43 (1 Wo.)        | 1      |
| Vereinigte Staaten (Billboard) | 1 (40 Wo.)        | 40     |
| Vereinigtes Königreich (OCC)   | 6 (17 Wo.)        | 17     |

### Auszeichnungen für Musikverkäufe
| Land/Region                  | Auszeichnungen für Musikverkäufe (Land/Region, Auszeichnung, Verkäufe) | Verkäufe  |
| ---------------------------- | ---------------------------------------------------------------------- | --------- |
| Frankreich (SNEP)            | Gold                                                                   | 100.000   |
| Neuseeland (RMNZ)            | Gold                                                                   | 7.500     |
| Vereinigte Staaten (RIAA)    | 2× Platin                                                              | 2.000.000 |
| Vereinigtes Königreich (BPI) | Gold                                                                   | 100.000   |
| Insgesamt                    | 3× Gold · 2× Platin ·                                                  | 2.207.500 |